# رينيات
الرينيات (الاسم العلمي:†Rhyniales) هي رتبة منقرضة من النباتات الخضراء تتبع الطائفة الرينيانية.

## التصنيف
- شعيبة †النباتات الرينية
  - الطائفة †الرينيانية
    - رتبة †الرينيات
      - الفصيلة †الرينية
        - جنس †الرينيا